# Marko Nikolić (cầu thủ bóng đá, sinh 1997)
Marko Nikolić (sinh ngày 17 tháng 9 năm 1997 ở Huddinge) là một cầu thủ bóng đá người Thụy Điển thi đấu cho IF Brommapojkarna tại Allsvenskan ở vị trí tiền đạo.
Anh có màn ra mắt ở Allsvenskan cho AIK 7 tháng 7 năm 2014 lúc 16 tuổi trước Åtvidabergs FF.
| Câu lạc bộ           | Mùa giải             | Hạng đấu             | Giải vô địch | Giải vô địch | Cúp bóng đá Thụy Điển | Cúp bóng đá Thụy Điển | Châu Âu | Châu Âu   | Tổng cộng | Tổng cộng |
| Câu lạc bộ           | Mùa giải             | Hạng đấu             | Số trận      | Bàn thắng    | Số trận               | Bàn thắng             | Số trận | Bàn thắng | Số trận   | Bàn thắng |
| -------------------- | -------------------- | -------------------- | ------------ | ------------ | --------------------- | --------------------- | ------- | --------- | --------- | --------- |
| AIK                  | 2014                 | Allsvenskan          | 9            | 0            | 1                     | 1                     | 1       | 0         | 11        | 1         |
| AIK                  | 2015                 | Allsvenskan          | 7            | 0            | 1                     | 0                     | 2       | 0         | 10        | 0         |
| AIK                  | 2016                 | Allsvenskan          | 0            | 0            | 1                     | 1                     | 0       | 0         | 1         | 1         |
| Syrianska FC (mượn)  | 2016                 | Superettan           | 7            | 1            | 0                     | 0                     | —       | —         | 7         | 1         |
| Tổng cộng sự nghiệps | Tổng cộng sự nghiệps | Tổng cộng sự nghiệps | 23           | 1            | 3                     | 2                     | 3       | 0         | 29        | 3         |